# Communauté de communes du canton de Saint-Béat
La communauté de communes du canton de Saint-Béat  est une ancienne communauté de communes française de la  Haute-Garonne.
En 2017, elle fusionne au sein de la Communauté de communes des Pyrénées Haut-Garonnaises.

## Communes adhérentes
| Nom              | Code Insee | Gentilé              | Superficie (km2) | Population (dernière pop. légale) | Densité (hab./km2) |
| ---------------- | ---------- | -------------------- | ---------------- | --------------------------------- | ------------------ |
| Marignac (siège) | 31316      | Marignacais          | 12,95            | 481 (2014)                        | 37                 |
| Argut-Dessous    | 31015      | Argutois             | 2,70             | 27 (2014)                         | 10                 |
| Arlos            | 31017      | Arlosiens            | 9,41             | 97 (2014)                         | 10                 |
| Bachos           | 31040      | Bachossois           | 2,67             | 34 (2014)                         | 13                 |
| Baren            | 31046      | Barénois             | 3,06             | 11 (2014)                         | 3,6                |
| Bezins-Garraux   | 31067      | Bézinois-Garraussois | 7,71             | 39 (2014)                         | 5,1                |
| Binos            | 31590      | Binosois             | 1,96             | 43 (2014)                         | 22                 |
| Boutx            | 31085      | Boutxois             | 47,28            | 242 (2014)                        | 5,1                |
| Burgalays        | 31092      | Burgalaysiens        | 5,05             | 127 (2014)                        | 25                 |
| Cazaux-Layrisse  | 31132      | Carissois            | 2,76             | 53 (2014)                         | 19                 |
| Chaum            | 31139      | Chaumois             | 5,70             | 188 (2014)                        | 33                 |
| Cierp-Gaud       | 31144      | Cierpois             | 13,90            | 767 (2014)                        | 55                 |
| Esténos          | 31176      | Esténossiens         | 3,41             | 185 (2014)                        | 54                 |
| Eup              | 31177      | Eupois               | 2,22             | 129 (2014)                        | 58                 |
| Fos              | 31190      | Fosois               | 18,17            | 247 (2014)                        | 14                 |
| Fronsac          | 31199      | Fronsadais           | 4,15             | 202 (2014)                        | 49                 |
| Guran            | 31235      | Guranais             | 5,28             | 47 (2014)                         | 8,9                |
| Lège             | 31290      | Légeois              | 2,72             | 42 (2014)                         | 15                 |
| Lez              | 31298      | Léziens              | 2,60             | 59 (2014)                         | 23                 |
| Melles           | 31337      | Mellois              | 45,32            | 92 (2014)                         | 2                  |
| Saint-Béat       | 31471      | Saint-Béatais        | 7,37             | 393 (2014)                        | 53                 |
| Signac           | 31548      | Signacais            | 3,51             | 44 (2014)                         | 13                 |

## Démographie
| 2002 | 2006 | 2010  | 2012  | 2013  |
| ---- | ---- | ----- | ----- | ----- |
| -    | -    | 3 799 | 3 646 | 3 584 |

## Liste des Présidents successifs
| Période | Période | Identité     | Étiquette | Qualité |
| ------- | ------- | ------------ | --------- | ------- |
| 2002    | 2014    | André Pallas |           |         |
| 2014    | 2016    | Joël Gros    |           |         |

## Historique
Créée le 11 janvier 2002